# QR Andromedae
Désignations
QR Andromedae (en abrégé QR And) est une binaire à éclipses de la constellation d'Andromède. Elle a une magnitude apparente qui varie de 12,16 à 13,07, et la courbe de lumière indique que les éclipses classent ce système dans la catégorie des étoiles variables de type Algol.

## Spectre
Le spectre optique de QR Andromedae n'est pas celui d'un corps noir stellaire typique, mais il est particulier car de nombreuses raies d'émissions sont présentes, la plus marquée étant une raie He II. Les raies de la série de Balmer ainsi que la raie O VI, une espèce chimique hautement ionisée, sont également présentes. C'est aussi l'une des sources de rayons X supers mous découvertes par ROSAT, l'une des rares sources de ce type observées jusqu'à présent dans la Voie lactée.

## Système
Il est maintenant communément admis que les sources de rayons X supers mous sont des naines blanches qui brûlent de la matière avec la fusion nucléaire à la surface, soutenues par un taux d'accrétion élevé de matière provenant d'une étoile compagnon. QR Andromedae est la plus proche et la plus brillante de ces sources, et elle a une période orbitale de 15,85 heures. Le compagnon a une masse comprise entre 0,3 et 0,5 M☉ et devrait-être un vestige d'une étoile évoluée plus massive qui remplit son lobe de Roche.

## Variabilité
Des plaques photographiques des observatoires de l'université d'Havard et de Sonneberg ont enregistré la luminosité de QR Andromedae depuis la fin du XIXe siècle. Johen Greiner et Wolfgang Wenzel (de) ont construit une courbe de lumière de 100 ans de l'étoile. Ils ont constaté que la courbe de lumière présentait des changements de luminosité allant jusqu'à une magnitude, sur une variété d'échelles de temps. Ils ont proposé que c'était le résultat des transferts de masse instables sur la naine blanche, déclenchant une combustion sporadique de l'hydrogène.
Les éclipses dans la courbe de lumière de QR Andromedae ne sont pas symétriques : l'entrée est plus progressive que la sortie. Le minimum secondaire est variable en phase et en profondeur, ce qui signifie que l'occultation de l'étoile secondaire se produit derière une partie du disque. En dehors des éclipses, le scintillement de la lumière peut-être clairement vu et, dans certains observations, une périodicité apparaît.